# 台2線
台2線（たいにせん）は、新北市淡水区の関渡大橋から宜蘭県蘇澳鎮に至る台湾北部の海岸線沿いに建設された台湾の省道である。
総延長は167.674km、淡水-金山間は淡金公路、金山至-基隆間は基金公路と称され、古くより台湾北海岸の重要な連絡道路であった。基隆-蘇澳間は北部浜海公路と称され北宜高速公路開通以前は台北と宜蘭を結ぶ唯一の交通路であった。台2路により台湾東北海岸部の開発が進み、1979年に北部浜海公路が開通すると交通部観光局は東北角・宜蘭海岸国家風景区管理処を設置、この地域の観光開発に力を注ぐようになり、東北海岸部の経済発展に寄与している。

## 概要
- 総延長：167.674Km
- 起点：新北市淡水区関渡大橋（中国語版）
- 終点：宜蘭県蘇澳鎮
- 経由地：基隆市

## 歴史

### 清代から日本統治時代
清朝統治時代、台湾北部には淡水庁が設置され、淡水から台北への連絡路以外に金包里（金山）、鶏籠（基隆）を連絡する小規模な道路が建設された。また金山から魚路古道が陽明山を越え台北に連絡しており、陽金公路の前進となっていた。基隆から宜蘭までの交通は草嶺古道により連絡されていた。
日本統治時代になると台湾総督府は台北-淡水（台北淡水道）、淡水-基隆（淡水金山道、基隆金山道）、宜蘭-蘇澳（宜蘭蘇澳道）の間に自動車道路を建設、福隆から蘭陽渓北岸までは軍事道路が建設されている。また、淡水～基隆は大屯裏街道と呼ばれていたこともある。

### 台湾公路第一次整備事業
1962年に公路法が施行された後、台湾の道路はその等級により番号が付され、台北から淡水沙崙海水浴場に至る北淡公路は台2線に、士林より陽明山を経て北投に至る区間を台2甲線、士林から国立故宮博物院（台北）の区間を台2乙線にそれぞれ指定された。当時の台2線は行政院を起点とし、中山北路、北投を経由して淡水に至っていた。台2甲線は仰徳大道と陽投公路に、台2乙は至善路にそれぞれ相当した。後に台2乙線は北淡新路（重慶北路より百齡橋、承徳路、大度路を経て関渡に至る道路）に指定変更され、至善路は台2線より外された。

### 台湾公路第二次整備事業
1978年、北部浜海公路が開通すると、それまで県道102線であった沙崙－基隆、福隆－蘭陽渓北岸及び102丙線の澳底－貢寮、102丁線の基隆－瑞浜間が北部浜海公路と共に台2線に編入された。また台北市が直轄市に昇格したことに伴い台2線は台北県と台北市の境界に当る関渡に起点が変更された。これにより台2線は総延長が20Km増加し総延長170余kmとなった。

### 台湾公路第三次整備事業
1993年、新規道路建設計画に伴い台2線支線部分に若干の調整が加えられた。台2乙線は淡水外環道（登輝大道）の開通に伴い台2線に編入され、市街地を通過する旧道が台2乙線に改変され、旧台2乙線の台北市内区間は廃止とされた。また基隆暖暖－宜蘭大渓の道路改善計画路線（基福公路）が台2丙線に指定され、旧台2丙線は台2戊線に指定変更されるとともに、起点も五結郷下清水から五結郷新店に変更されている。

### 近年の変遷
1999年、県道190線が台2庚線に昇格、2000年には台2己線（西岸聯外道路）が開通するなど支線が増加している。2001年には台2乙線台北市内区間が再度省道に指定され、起点が台北市大同区に変更されると同時に、台2線の起点も北側に約100m移動し関渡大橋が新しい起点に指定されている。

## 通過する自治体

### 主線
- 新北市

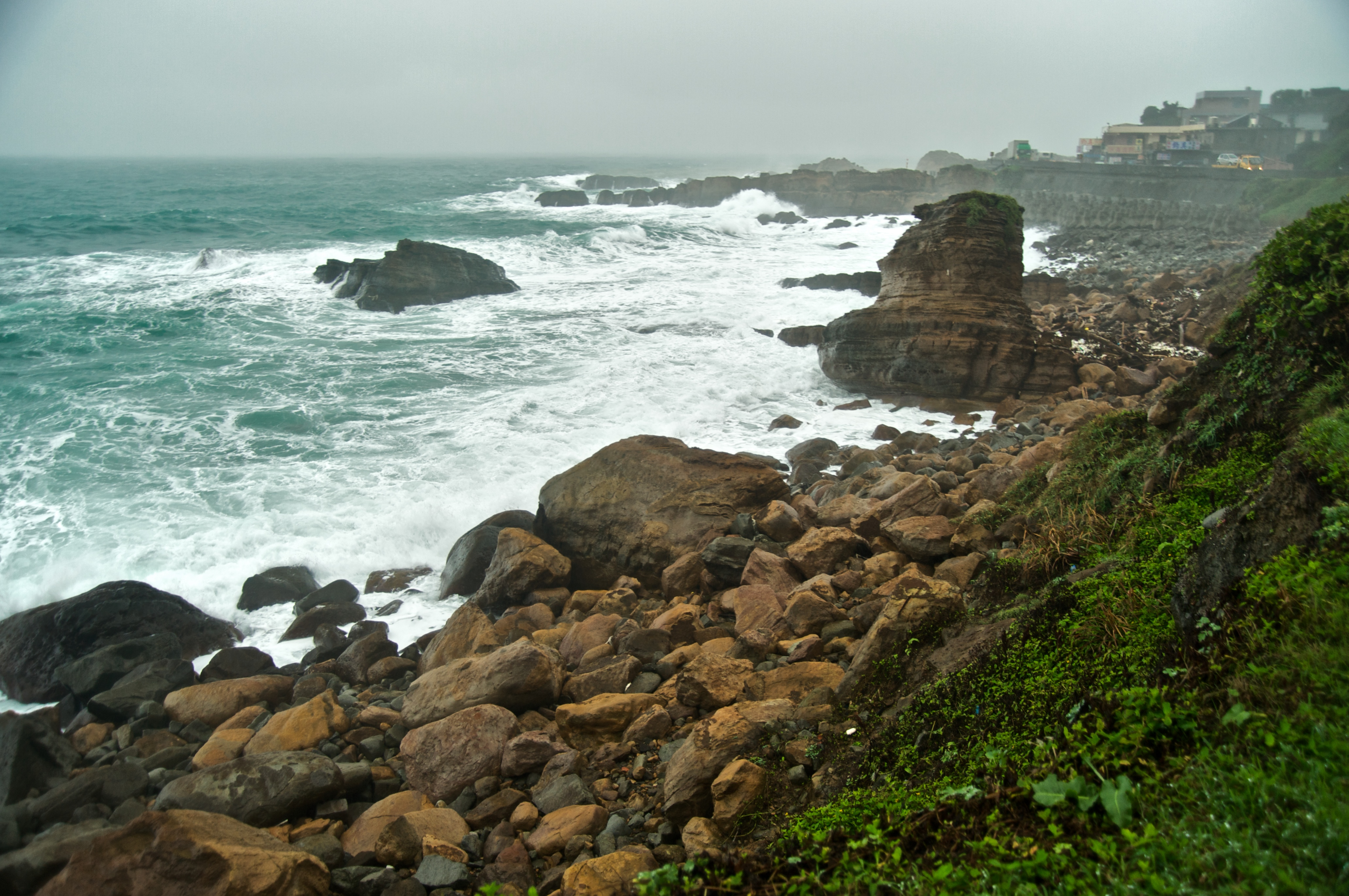
金瓜石付近

  - 淡水区 - 三芝区 - 石門区 - 金山区 - 万里区
- 基隆市
  - 安楽区 - 中山区 - 仁愛区 - 中正区
- 新北市
  - 瑞芳区 - 貢寮区
- 宜蘭県
  - 頭城鎮 - 壮囲郷 - 五結郷 - 蘇澳鎮

### 甲線
- 新北市
  - 金山区
- 台北市
  - 士林区 - 北投区 - 士林区 - 中山区

### 乙線
- 台北市
  - 大同区 - 士林区 - 北投区
- 新北市
  - 淡水区

### 丙線
- 基隆市
  - 暖暖区
- 新北市
  - 平渓区 - 双渓区 - 貢寮区

### 丁線
- 基隆市
  - 暖暖区
- 新北市
  - 瑞芳区

### 戊線
- 宜蘭県
  - 五結郷 - 蘇澳鎮

### 己線
- 基隆市
  - 中山区 - 安楽区

### 庚線
- 宜蘭県
  - 頭城鎮

## 路線

### 主線

#### 淡金公路
- 関渡
かんとう

- 土地公鼻
とちこうび

- 関渡埔頂
かんとうほちょう

- 內小八里坌子
ない-しょう-はちりふんし

- 竹圍子
ちくいし

- 高厝坑（紅樹林）
こうせきこう

- 外北勢（八勢）
がい-ほくせい

- 田寮
でんりょう

- 竿蓁林
かんしりん

- 三塊厝
さんかいせき

- 虎頭山
ことうさん

- 內庄子（淡江大學）
ないしょうし

- 番社角（北新）
ばんしゃかく

- 外寮（新市一路）
がいりょう

- 田螺穴
でんらけつ

- 崁頂
かんちょう

- 大亀崙

- 下圭柔山
しも-けいじゅうざん

- 土寮厝
とりょうせき

- 興化店（興仁）
こうかてん

- 牛埔子
ぎゅうほし

- 後洲子（聖約翰科技大学）
こうしゅうし

- 新埔子
こうほし

- 番子田
ばんしでん

- 石頭埔（賢孝）
せきとうほ

- 石頭厝
せきとうせき

- 渓口
けいこう

- 六塊厝
ろっかいせき

- 大片頭
たいへんとう

- 北勢子
ほくせいし

- 南勢崗
なんせいこう

- 四棧橋
しさんきょう

- 茂興店
ぼうこうてん

- 旧小基隆
きゅう-しょうきいるん

- 山豬窟
さんちょうくつ

- 埔頭（三芝区治）
ほとう

- 埔頭坑
ほとうこう

- 新小基隆（三和）
しん-しょうきいるん

- 下員坑
しも-いんこう

- 麟山鼻（中国語版）
りんざん-び

- 頭圍（白沙灣（中国語版））
とうい

- 崁子脚
かんしきゃく

- 富貴角
ふき-かく

- 公地（中国語版）（老梅）
こうち

- 石門
せきもん

- 尖子鹿
せんしろく

- 阿里磅（乾華）
ありぼん

- 阿里荖（草里）
ありろう

- 濆水
ふんすい

- 跳石
ちょうせき

- 万里阿突（中角湾）
ばんりあとつ

- 清水
せいすい

- 崙子頂
ろんしちょう

- 社寮
しゃりょう

- 磺港
こうこう

- 金山
かなやま

#### 基金公路
- 金山
かなやま

- 水尾
すいび

- 亀子山
きしさん

- 下寮
かりょう

- 万里加投
まんりかとう

- 頂寮
ちょうりょう

- 七甲尾
しちこうび

- 国聖埔
こくせいほ

- 野柳
やりゅう

- 野柳岬
やりゅう-こう

- 亀吼（中国語版）
きこう

- 瑪鍊港口
ばれんこうこう

- 大武崙澳
だいぶろん-おう

- 內寮
ないりょう

- 大武崙（中国語版）
だいぶろん

- 三角嶺脚
さんかくれいきゃく

- 蚵殼港
かかくこう

- 基隆
きいるん

### 甲線
- 総延長:36.863 km

### 乙線
- 総延長:25.279 km

### 丙線
- 総延長:29.957 km

### 丁線
- 総延長:13.390 km

### 戊線
- 総延長:12.838 km

### 己線
- 総延長:4.219 km

### 庚線
- 総延長:12.077 km